# Ya no mires atrás
Ya no mires atrás es el segundo álbum póstumo del artista argentino Luis Alberto Spinetta. Fue lanzado el 23 de enero de 2020, en conmemoración a los 70 años del nacimiento del artista. En 2021 fue nominado al Premio Gardel como uno de los tres mejores álbumes de su respectivo año además de obtener el premio a mejor álbum conceptual.

## Lista de temas
| N.º | Título                   | Duración |  |
| 1.  | «Veinte ciudades»        | 2:59     |  |
| 2.  | «Ya no mires atrás»      | 3:44     |  |
| 3.  | «Agua de río»            | 5:27     |  |
| 4.  | «Nueva luna, mundo arjo» | 5:54     |  |
| 5.  | «Merecer»                | 4:28     |  |
| 6.  | «Luces y sombras»        | 3:23     |  |
| 7.  | «Diadema»                | 4:45     |  |

## Personal

#### Músicos
- Luis Alberto Spinetta - guitarra, voz
- Claudio Cardone - teclados
- Nerina Nicotra - bajo
- Sergio Verdinelli - batería

#### Músicos invitados
- Mono Fontana - teclados y arreglos en "Nueva Luna, Mundo Arjo"
- Alejandro Franov - piano, bajo sinte, teclados, sitar en "Luces y Sombras" y "Diadema"
- Dante Spinetta - voz, guitarra, teclados, batería digital en "Merecer"
- Valentino Spinetta - arreglos, voz, teclados, batería digital, efectos en "Merecer"

## Ficha técnica

#### 1) Veinte ciudades (Spinetta)
- Luis Alberto Spinetta: Guitarra y voz
- Claudio Cardone: Piano
- Mono Fontana: Teclados
- Nerina Nicotra: Bajo
- Sergio Verdinelli: Batería
- Mariano López: Grabación y mezcla

#### 2) Ya no mires atrás (Spinetta)
- Luis Alberto Spinetta: Guitarra y voz
- Claudio Cardone: Piano y teclados
- Nerina Nicotra: Bajo
- Sergio Verdinelli: Batería
- Mariano López: Grabación y mezcla

#### 3) Agua de río (Spinetta)
- Luis Alberto Spinetta: Guitarra y voz
- Claudio Cardone: Piano y teclados
- Nerina Nicotra: Bajo
- Sergio Verdinelli: Batería
- Mariano López: Grabación y mezcla

#### 4) Nueva luna, mundo arjo (Spinetta)
- Luis Alberto Spinetta: Guitarra y voz
- Mono Fontana: Usina de sonidos
- Nerina Nicotra: Bajo
- Sergio Verdinelli: Batería
- Mariano López: Grabación y mezcla

#### 5) Merecer (Luis Alberto Spinetta – Dante Spinetta – Valentino Spinetta)
- Luis Alberto Spinetta: Guitarra y voz
- Claudio Cardone: Piano Rhodes
- Nerina Nicotra: Bajo
- Sergio Verdinelli: Batería
- Valentino Spinetta: Arreglos, voz, teclados, batería digital, efectos y mezcla
- Dante Spinetta: Voz, guitarra, teclados, batería digital y mezcla
- Mariano López: Grabación
- Saga Herrera: Grabación y mezcla

#### 6) Luces y sombras (Spinetta)
- Luis Alberto Spinetta: Guitarra y voz
- Alejandro Franov: Piano, bajo sinte, teclados, sitar
- Sergio Verdinelli: Batería
- Alejandro «Rantes» González: Grabación
- Mariano López: Grabación y mezcla

#### 7) Diadema (Letras: Spinetta – Música: Franov)
- Luis Alberto Spinetta: Guitarra y voz
- Alejandro Franov: Piano, Bajo sinte y teclados
- Alejandro «Rantes» González: Grabación.

#### Álbum
Grabado en el estudio La Diosa Salvaje entre 2008 y 2009, poco después de la edición de Un mañana y antes del concierto de las Bandas Eternas.
- Mezcla: Mariano López.
- Producción artística: Luis Alberto Spinetta.
- Producción adicional y Mastering: Mariano López.
- Coproducción en Merecer: Dante Spinetta y Valentino Spinetta
- Asistente: Aníbal «La Vieja» Barrios
- Dibujos digitales: Luis Alberto Spinetta
- Diseño: Alejandro Ros
- Foto: Hernán Dardick
- Project Manager: Catarina Spinetta.

## Controversia
Grace Cosceri, coach vocal de Luis Alberto Spinetta que grabó en cinco de sus discos, a poco de la salida del disco dijo que de las siete canciones del “nuevo” trabajo, hay dos que Spinetta le había regalado a ella para que formaran parte de un disco solista de Cosceri, álbum que -por ahora- no llegó grabarse. Esas pistas son «Diadema» y «Luces y sombras». “¡Es más, el disco mío iba a llamarse Diadema! Fueron canciones que Luis, con toda su generosidad, me había dado para un álbum que incluso él mismo pensaba producirme", dijo. "Con Luis vivo esto jamás hubiera pasado".
Vía Instagram Cosceri se dirigió a Catarina Spinetta: “Diadema le pertenece a Luis y a mí desde lo legítimo... No sé cuándo comenzó este desamor. Siento mucho dolor. Jamás deberías exponer Diadema cantada por tu padre cuando sólo lo hizo por mí forzando un agudo para arrimarlo a mi registro. Eso sería respeto y amor a su memoria” 

## Posicionamiento en listas
| Listas (2020)     | Mejor posición |
| ----------------- | -------------- |
| Argentina (CAPIF) | 1              |